# Adeodato Malatesta
Adeodato Malatesta (Modena, 6 maggio 1806 – Modena, 24 dicembre 1891) è stato un pittore e restauratore italiano.

## Biografia
Adeodato nacque a Modena in via Malore da Giuseppe Malatesta, capitano delle guardie ducali, e Carlotta Montessori. Il nome Adeodato (in latino l'espressione "A Deo Dato" significa "Dato da Dio","Dono di Dio") gli venne imposto perché il padre considerò la nascita del figlio come un dono divino. Quasi subito Adeodato viene portato a Fiorano Modenese, paese natale del padre, e lì trascorse la sua infanzia ed effettuò i suoi primi studi.
All'età di undici anni, nel 1817, venne indirizzato dal padre agli studi ecclesiastici ma dopo due anni di seminario lo zio materno Giacomo Guzzoni, pittore, notò il suo talento artistico e, grazie all'intermediazione di quest'ultimo, iniziò a frequentare l'Accademia Atestina di Belle Arti di Modena fino al 1826.
Poi grazie all'aiuto del direttore dell'Accademia, Giuseppe Pisani vinse una borsa di studio, e poté dunque accedere all'Accademia di belle arti di Firenze, dove ebbe come maestri, tra gli altri, il Bezzuoli e il Benvenuti. Si spostò poi all'Accademia di Roma, ma il soggiorno non durò molto: per delle sospette simpatie nei confronti di liberali, seguaci di Ciro Menotti, gli venne sospesa la borsa di studio estense.
Nel 1833 ottenne una cattedra all'Accademia di Modena; nello stesso anno sposò Emilia Malverti, che gli diede tre figli: Narciso (che seguirà le orme del padre, specializzandosi nelle nature morte, e che darà i natali al pubblicista Baccio), Giuseppe e Caterina. Nel 1839 divenne Vice Direttore e, nello stesso anno, in seguito alla morte di Giuseppe Pisani, venne nominato Direttore dell'Accademia di Modena. Negli anni '40 disegnò la medaglia che, realizzata poi dall'orafo Tommaso Rinaldi, veniva consegnata ogni tre anni come premio agli artisti più meritevoli del Ducato Estense.
Nel 1860 divenne direttore delle Tre accademie emiliane, ruolo che mantenne sino al 1877 e contemporaneamente presidente della Regia Commissione Emiliana per la tutela dei monumenti e delle opere d'arte. Come allievi ebbe numerosi pittori modenesi dell'epoca, ma anche bolognesi (Alessandro Guardassoni) e ferraresi (Federico Camuri).
Dal 15 giugno al 30 ottobre del 1866 eseguì gratuitamente i lavori di restauro dell'affresco della cupola del Santuario della Beata Vergine del Castello di Fiorano Modenese con un ritmo incessante dall'alba al tramonto, compiendo una tale fatica da ammalarsi così tanto che ci volle un anno per riaversi.
Nel 1882, anno della morte della moglie, venne nominato direttore della Galleria Estense.
Il giorno della vigilia di Natale morì a Modena nel 1891. Alla morte dell'artista, la via di Modena in cui nacque (via Malore) venne ribattezzata via Adeodato Malatesta.
Nella scalinata del Palazzo dei Musei di Modena (ex convento degli Agostiniani) c'è un busto marmoreo a lui dedicato su uno sfondo marmoreo a basso rilievo.

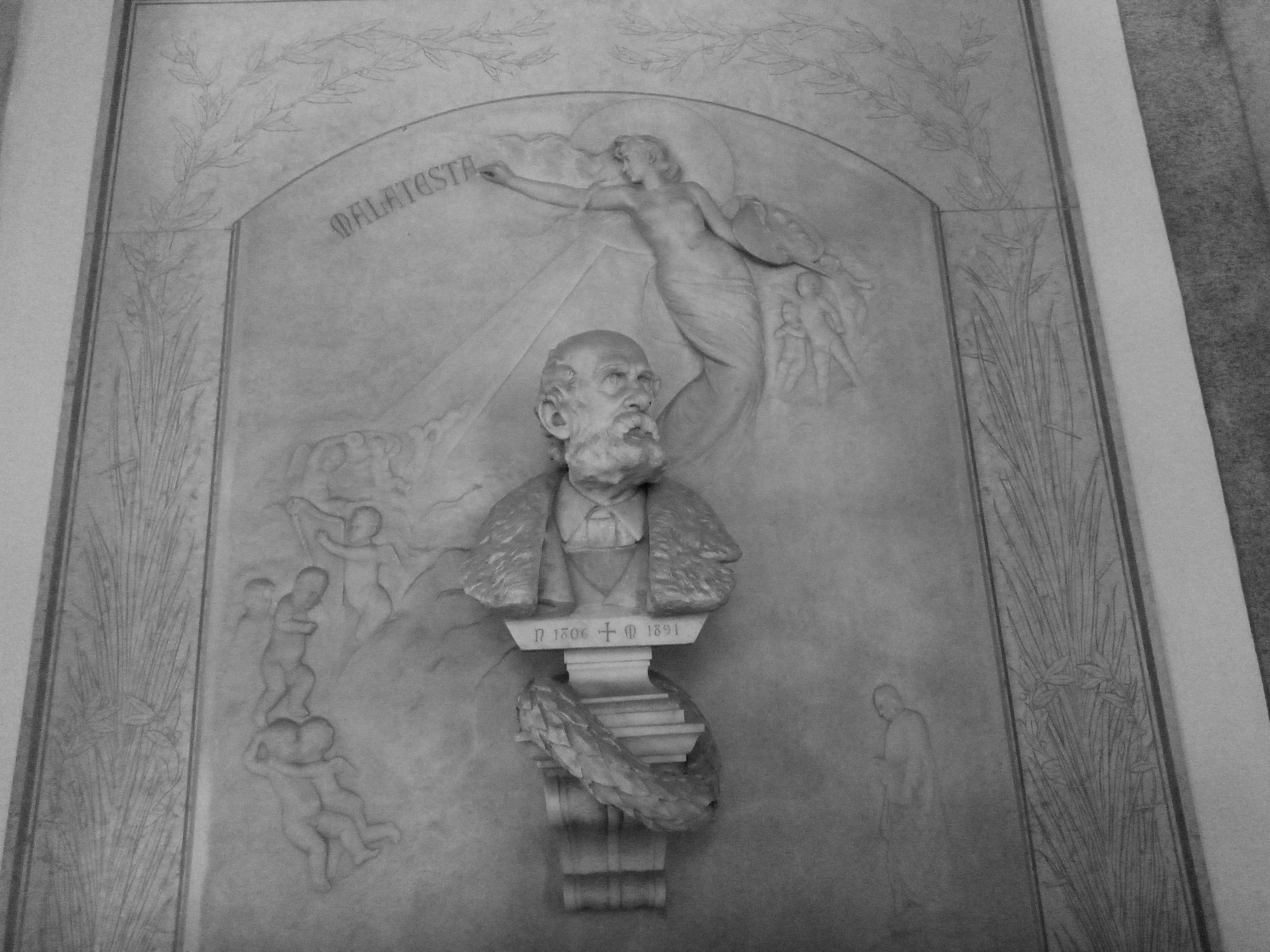
Busto dedicato a Adeodato Malatesta nella scalinata del palazzo dei Musei a Modena

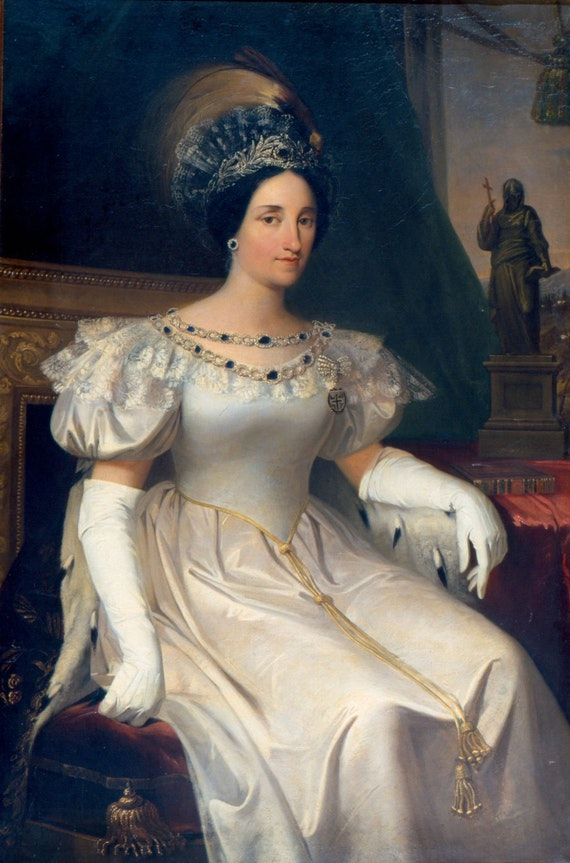
Ritratto di Maria Beatrice Vittoria di Savoia

## Opere principali
L'artista eseguì ben 500 ritratti, tra i quali molti di Ciro Menotti e di sua figlia Polissena.
- San Francesco d'Assisi che riceve le stimmate per la chiesa di corso Canalchiaro (1830)
- La disfatta di Ezzelino da Romano (1856)
- Esopo che parla ai pastori (1856), sipario del Teatro comunale Alice Zeppilli di Pieve di Cento
- Ritratto di Gregorio VII
- Ritratto di Maria Beatrice Vittoria di Savoia
- La vestizione di Alfonso III d'Este (1841)
- Arrigo IV imperatore a Canossa
- Tobiolo che ridona la vista al padre (1844)
- Gesù crocifisso sul calvario (1846 – 1850)
- Ezzelino vinto dai popoli italiani presso il ponte a Cassano d'Adda
- San Girolamo nel deserto di Calcide
- La Famiglia Guastalla, (1869 -1871), Galleria Estense, Modena[4]
- Restauro del Dipinto sulla cupola del Santuario della Beata Vergine del Castello di Fiorano Modenese (15 giugno 1866 – 30 ottobre 1866)[2]
- Santi Celestino I, Cirillo e Lorenzo protodiacono, pala d'altare della chiesa parrocchiale di Castelnuovo Rangone (1873); San Luigi Gonzaga, pala dell'edicola nord, Sant'Antonio abate, pala dell'edicola sud
- Madonna in trono con il Bambino e i santi Sebastiano, Fabiano, Antonio abate e Francesco d'Assisi per la chiesa di Panzano